# 거원중학교
거원중학교(巨元中學校)는 대한민국 서울특별시 송파구 거여동에 있는 공립 중학교이다.

## 학교 연혁
- 1997년 12월 20일 : 거원중학교 24학급 설립인가
- 1998년 3월 1일 : 초대 김옥환 교장 취임
- 1998년 3월 2일 : 제1회 입학식(8학급 편성)
- 1998년 5월 20일 : 거원중학교 개교식
- 2001년 2월 15일 : 제1회 졸업식
- 2013년 3월 1일 : 교육부 지정 자유학기제 연구학교 운영(3년)
- 2020년 3월 1일 : 제9대 박해화 교장 취임
- 2022년 2월 9일 : 제22회 졸업식(137명, 총인원 5,246명)
- 2022년 3월 2일 : 제25회 입학식(118명)

## 참고 자료
- 거원중학교 - 한국교육학술정보원 학교알리미